# 日本七大一覧
日本七大一覧（にほんななだいいちらん）は、日本を代表する、名数7で束ねられる物事の一覧である。

## はじめに
- 必ずしもランキングの上位7位までではない。
- あくまで「代表的とされる七つ」であり、実質的に「七大」でありながらその名で呼ばれないものも、ここでは扱う。
- 厳密には「日本を代表する七大」ではないものの、個別の分野で日本を代表しているとも言える地域や時代・文化などの七大は、これを扱う。

## 日本七大

### 宗教
- 日本七霊山[1][2]を加えたもの
  - 日本三霊山（富士山、立山、白山）に大峰山、釈迦ヶ岳、大山、石鎚山
- 七宗[3]
  - 律宗、法相宗、三論宗、華厳宗、天台宗、真言宗、禅宗
- 七大寺[4]
  - 旧来の七大寺（四大寺に3寺を追加したもの）：大安寺、元興寺、薬師寺、興福寺、東大寺、西大寺、唐招提寺
  - 南都七大寺：東大寺、興福寺、元興寺、大安寺、薬師寺、西大寺、法隆寺
- 七高僧（七高祖、浄土真宗七祖）[5] - 日本人は最後の二人のみだが、便宜上ここで扱う
  - 龍樹、天親、曇鸞、道綽、善導、源信、源空（法然）
- 七上足[6] - 義淵の弟子のうち優れた者
  - 玄昉、行基、宣教、良敏、行達、隆尊、良弁

### 思想・哲学
- 徂徠門下七才子[7]
  - 服部南郭、安藤東野、山県周南、平野金華、高野蘭亭、大内熊耳、宇佐美灊水
- 日本の七大思想家 - 小浜逸郎による[8]
  - 丸山眞男、吉本隆明、時枝誠記、大森荘蔵、小林秀雄、和辻哲郎、福澤諭吉

### 歴史
- 清華家（七清華）[9]
  - 三条家、西園寺家、徳大寺家、久我家、花山院家、大炊御門家、菊亭家
- 東奥七騎[10]
  - 源頼義、源義家、加藤景通、大宅光任、清原貞康、藤原範季、坂戸則明
- 山東七家[11]
  - 結城義親、田村清顕、二階堂盛義、二本松義継、岩城親隆、大内定綱、石川昭光
- 戦国の七雄[12]
  - 織田信長、毛利元就、今川義元、武田信玄、上杉謙信、北条氏康、豊臣秀吉
- 関東七名城
  - 川越城、忍城、前橋城、金山城、唐沢山城、宇都宮城、太田城
- 賤ヶ岳の七本槍
  - 脇坂安治、片桐且元、平野長泰、福島正則、加藤清正、糟屋武則、加藤嘉明
- 豊臣七人衆（七将）[13] - 『関ヶ原始末記』､『徳川実紀』
  - 福島正則、加藤清正、池田輝政、細川忠興、浅野幸長、加藤嘉明、黒田長政
- 七手組[14] - 『太閤記』
  - 郡宗保、野々村雅春、堀田盛重、中嶋氏種、真野助宗、青木一重、伊東長実
- 七卿落ち[15]
  - 三条実美、三条西季知、東久世通禧、四条隆謌、壬生基修、澤宣嘉、錦小路頼徳

### 地理
- 7大やきとりタウン[16]
  - 北海道美唄市、北海道室蘭市、福島県福島市、埼玉県東松山市、愛媛県今治市、山口県長門市、福岡県久留米市

### 社会
- 竹下派七奉行[17]
  - 小渕恵三、梶山静六、橋本龍太郎、羽田孜、渡部恒三、奥田敬和、小沢一郎
- 典型七公害[18] - 公害対策基本法、環境基本法
  - 大気汚染、水質汚濁、土壌汚染、騒音、振動、地盤沈下、悪臭

### 文化・芸術
- 連歌七賢[19]
  - 宗砌 (そうぜい)、宗伊 (杉原賢盛)、心敬、行助、専順、智蘊 (ちうん)、能阿弥
- 利休七哲
  - 前田肥前、蒲生飛騨、細川三斎、芝山監物、高山右近、牧村兵部、古田織部
後に前田肥前に替えて瀬田掃部。その他異説あり。
- 貞門七俳仙（貞門七哲）[20]
  - 鶏冠井令徳、北村季吟、高瀬梅盛、野々口立圃、松江重頼、安原貞室、山本西武
- 七帝大（七帝）・国立七大学[21]
  - 北海道大学・東北大学・東京大学・名古屋大学・京都大学・大阪大学・九州大学